# MBTI

4つの二分法と16の性格類型を示した図表

MBTI（英語: Myers-Briggs type indicator、マイヤーズ＝ブリッグス・タイプ指標）は、狭義には、個人がどう世界を認識し、物事への決定を下すかについての心理学的な選好を示す疑似科学的な自己申告型のアンケートである。

## 概要

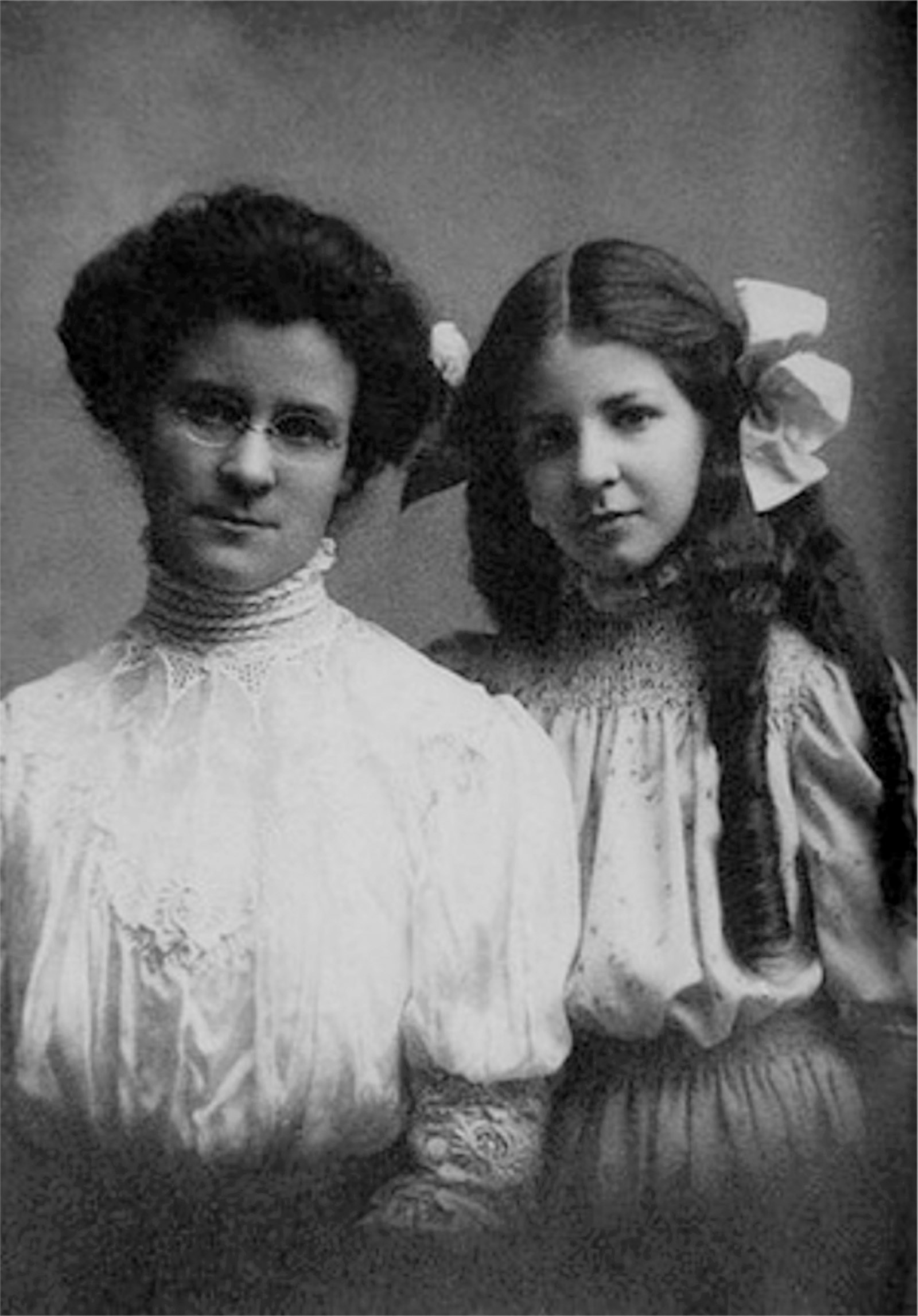
キャサリン・クック・ブリッグス（左）とイザベル・ブリッグス・マイヤーズ（右）

このアンケートは、心理学者のカール・グスタフ・ユングが1921年に出版した著書『心理学的類型』に基づいて、1962年にキャサリン・クック・ブリッグスとイザベル・ブリッグス・マイヤーズによって初版が完成した。尚、ユングは、人が4つの主要な心理学的機能である感覚、直観、感情、思考を用いて世界を経験しており、生涯のほぼすべてにおいてこれら4つの機能の内の1つが支配的であると推測していた。また、ユング心理学はとかく無意識の領域に拘泥しがちだとされるが、タイプ論は、現実に対峙する人間の心理プロセスを捉えている。 
質問紙の受検結果は、外向型・内向型、感覚型・直観型、思考型・感情型、判断型・認知型の4つの二分法を掛け合わせた16の性格類型を示す。（#回答結果の解釈を参照）なお、MBTIは、質問紙のみを指すのではなく、回答後に一定の研修を受け国際規格の認定試験に合格した有資格者（認定ユーザー）からのフィードバックを受けることを前提としている。 

## 回答結果の解釈

### 4つの二分法
ブリッグスとマイヤーズは、4つの二分法が「良い」や「悪い」ではなく、人間の本質的な「好む」という選択を表したものであると理論づけている。言い換えれば、右利きの人にとって左手でものを書くことが難しいのと同様に、人が自分と反対の選好を難しいと感じる傾向にあるものの、練習と発達を繰り返すことで柔軟になることができる。
また、各二分法に使用される用語は専門的な意味を持つため、日常的な用法とは異なる。例えば、「知覚」よりも「判断」を好む人は、必ずしも批判的であったり、洞察力が低いわけではない。同様に、「内向」よりも「外向」を好む人が、必ずしも外向的であるということでもない。それは単に、ひとつの選好が他のものより優先されていることを示しているだけであって、機器によって測定された絶対的な適性というわけでは決してない。
興味関心の方向
E - 外向型
I - 内向型

ものの見方
S - 感覚型
N - 直観型

判断の仕方
T - 思考型
F - 感情型

外界への接し方
J - 判断型
P - 知覚型
※名称については公式ウェブサイトを参照。

### 8つの認知機能
マイヤーズによると、人は8つの認知機能（心理機能）のうちの4つから構成されたダイナミクスを持っている。4つのうちの1つは、他の3つよりも高度に発達しており、これを主機能（第一機能）と呼ぶ。主機能は、幼少期から最もよく使われてきた機能であり、行動する上で最も重要な役割を果たす人格の核となっている。そして、主機能を使うことによって、人は効果的に能力を発展させる傾向にある。この機能は、補助機能（第二機能）と代替機能（第三機能）によって支えられている。最も意識の低い劣等機能（第四機能）は、主機能と対をなす存在であり、マイヤーズはこの機能を「影」と呼んでいた。
8つ認知機能は、「思考」と「感情」を表す合理的機能と「感覚」と「直観」を表す非合理的機能で構成され、いずれも「外向」もしくは「内向」と連動している。例えば、主機能が外向直観である人と内向直観である人とは、非常に異なる方法で「直観」を使用していることになる。
なお、ユングの著作においては、「合理的機能」および「非合理的機能」と表記される。しかし、タイプ論においては、心理的機能に優劣はないはずであるのに、片方を「非合理的機能」と否定形で表現するのは適切ではなく、「合理的機能」のほうが、優っているように受け取れる。その点を踏まえ、MBTIにおいては、「合理的機能」「非合理的機能」という呼び方は適切でないと考える。それゆえ、「合理的機能」は「判断的機能」、「非合理的機能」は「知覚的機能」と表記される。
ダイナミクス
主機能（第一機能）
補助機能（第二機能）
代替機能（第三機能）
劣等機能（第四機能）

合理的機能
Te - 外向的思考
Ti - 内向的思考
Fe - 外向的感情
Fi - 内向的感情

非合理的機能
Se - 外向的感覚
Si - 内向的感覚
Ne - 外向的直観
Ni - 内向的直観

### 16の性格類型

#### 4つの機能対

主機能（背景色）と補助機能（文字色）を表した相関図

16の性格類型は、各二分法での選好を示したアルファベットのイニシャル4文字で表される。それぞれの類型には、主機能から劣等機能までの4つの認知機能から成るダイナミクスが対応しており、補助機能と代替機能を組み合わせた4つの機能対によって組み分けされる。
ST - 感覚的思考
ESTP＝Se×Ti×Fe×Ni
ISTP＝Ti×Se×Ni×Fe
ESTJ＝Te×Si×Ne×Fi
ISTJ＝Si×Te×Fi×Ne

SF - 感覚的感情
ESFJ＝Fe×Si×Ne×Ti
ISFJ＝Si×Fe×Ti×Ne
ESFP＝Se×Fi×Te×Ni
ISFP＝Fi×Se×Ni×Te

NT - 直観的思考
ENTJ＝Te×Ni×Se×Fi
INTJ＝Ni×Te×Fi×Se
ENTP＝Ne×Ti×Fe×Si
INTP＝Ti×Ne×Si×Fe

NF - 直観的感情
ENFJ＝Fe×Ni×Se×Ti
INFJ＝Ni×Fe×Ti×Se
ENFP＝Ne×Fi×Te×Si
INFP＝Fi×Ne×Si×Te

#### 4つの気質

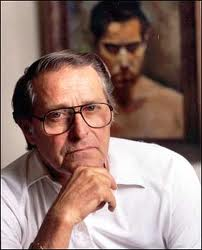
デイビッド・カーシー

心理学者のデイビッド・カーシーは、プラトンやアリストテレスといった古代ギリシアの哲学者を参考に、MBTIによる16の性格類型と精神科医のエルンスト・クレッチマーによる3つの気質を融合させた新たな分類法を完成させた。この方法によると、16の性格類型は4つの気質へと組み分けられ、それぞれに役職名が与えられる。尚、カーシーの気質分類は、無料診断が可能な非公式のウェブサイトを通じて、広く知られるようになったものの、MBTIの公式の解釈ではない（#誤解を参照）。
SP - 職人
ESTP - 発起人
ISTP - 工芸家
ESFP - 演者
ISFP - 作曲家

SJ - 守護者
ESTJ - 監督者
ISTJ - 調査官
ESFJ - 供給者
ISFJ - 保護者

NF - 理想家
ENFJ - 教師
INFJ - 助言者
ENFP - 優勝者
INFP - 治療者

NT - 理論家
ENTJ - 陸軍元帥
INTP - 立案者
ENTP - 発明家
INTJ - 建築家
※名称については公式ウェブサイトを参照。

## 注意点
MBTIと同様のタイプ表記を用いた性格診断を無料で公開しているウェブサイトが存在するが、それらはいずれもMBTIではないと日本MBTI協会は注意を呼びかけている。また、それらの中にはタイプ間の相性を「診断」結果に併記しているものが散見されるが、これについてもMBTIとは異なるものである。本来MBTIには相性論は存在しない。また、MBTIは、病理を測定する検査ではないので、診断という記載は誤りである。なお、日本MBTI協会は、MBTIの質問項目は妥当性が検証されているため、近年広まっている自己診断型の"MBTIもどき"とは異なり、測定精度が高いと主張している。
一方、MBTIと同じくカール・ユングの性格類型論に基づいた姉妹理論であるソシオニクスには、ユングの8つの心理機能のはたらきを構造化しそれによってタイプ間の関係を定義する研究が存在する。表記や理論の一部に類似性があるため両者は混同されることがあるが、実際には、MBTIとソシオニクスはユングの類型論をそれぞれ異なった解釈によって取り入れ発展してきた理論であるため互換性はない。ソシオニクスの関係性理論をMBTI（および、MBTIもどき）に持ち込んで相性論として語ることは間違いである。

## 批判
心理計測法としてのMBTIの妥当性（統計的妥当性および検定的妥当性）は、たびたび批判の的となっていた。
MBTIの結果は、科学的な心理測定の観点においては、特に次の4つの点から著しい不備があるとされ、疑似科学として批判の対象となっている。1つ目は、測定対象を測定していない、予測力がない、一般化できる項目がないといった有効性に乏しい点。2つ目は、同じ人物にもかかわらず、異なる機会にMBTIを受験すると異なる結果が出てしまうという信頼性に乏しい点。3つ目は、互いに相関する特性を独立したものとして測定しているという点。4つ目は、神経症傾向という特性が含まれていないため、性格診断において包括的なものではないといった点である（#批判を参照）。また、アメリカ心理学会が発行している『APA心理学大辞典』では、MBTIの項目で批判がされており、「心理学研究者の間ではほとんど信頼性がない」と記されている。
MBTIに関して公表された資料の三分の一から二分の一は、MBTIで研修を実施しその売上から資金を得ている心理学タイプ応用センターの特別会議や、マイヤーズ=ブリッグスの提唱者と指標の販売を行っている心理学タイプジャーナルから発表されている。このことは批判的な調査が不足すると見なされていた。実際にMBTIを支持する研究の多くは、方法論的に弱いか非科学的である。ガードナーとマーティンコによる1996年のレビューでは、「タイプの選好と管理の有効性との単純化された関連性を見出す努力は期待外れであることは明らかである。実際、研究の質の違いと一貫性のない結果を考えると、この関係について決定的な結論を導くことはできない」と結論している。
心理学の専門家であるロバート・ホーガンは、「ほとんどの性格心理学者は、MBTIを、手の込んだフォーチュン・クッキー以上のものではないと考えている」と記している。そしてMBTIやこういった類の検査は、医学雑誌上では数ある自己発見 「流行」の1つに分類されている。それは、その持続的な人気のため「どちらのチャクラや星座が支配的か」といった二項質問の使用とMBTIの類似した「診断」のようなものと同程度のものとみなされる。さらにバーナム効果に依拠しているエニアグラムや単純なお世辞とも似たようなものであり、診断を受けた人は確証バイアスのために「診断結果に適合」しようと試みる。
しかしながら、これらの批判には、後述するように反論（#批判への反論）も出されている。

### 二分法の根拠がない

性格特性で見られる正規分布。外向性で例えれば、右端の極端に外向的な人や左端の極端に内向的な人は非常に少なく、大抵の人は中央に位置づけられる。

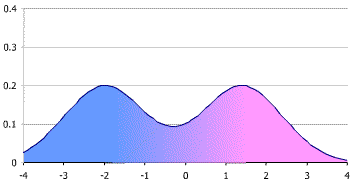
MBTIが想定するバイモーダル（二分性）分布。中央の人数が少なくなっている。この分布はスコア算出ソフトの初期値によって生じたアーティファクトであることがわかっている。

4つの次元の節に記載されているように、イザベル･マイヤーズは選好の方向（例えば、EとI）が選好の程度よりも重要であると考えた。統計的には、これは、各MBTI尺度のスコアが二峰性分布を示し、大部分の人々が尺度の端の近くに位置づけられる。つまり、人は例えば外向的または内向的な心理学的タイプのいずれかに二極化することを意味している。しかし、大部分の研究では、個々の尺度のスコアは、実際には正規分布と同様に中央にピークがある形で分布していることが明らかになっており、大多数の人々が実際には尺度の中央に位置しており、したがって、明らかに内向的でも外向的でもないことが示されている。ほとんどの性格特性は、低い人から高い人へと正常に分布しており、約15%の人が低い人、約15%の人が高い人、そして大多数の人が中程度の人である。しかし、MBTIのスコア化にあたっては、各尺度の中央で境界線を作り、境界線より下のスコアを全て低タイプとして分類し、境界線より上のスコアを反対タイプとした。しかし、むしろほとんどの人が連続曲線の中央付近にいるため、精神測定学的評価研究は類型論の概念を支持していない。
また、 MBTIの「タイプ」「特性」の二分性を示すとされたMBTIのスコアの分布を調べたところ、スコア算出ソフトであるBILOG の初期値である区分求積値によって生じたアーティファクトであることがわかった。より細かい区分求積値を使用してスコア分布を計算し直すと、MBTIのスコア分布は強く中央に重み付けされ、二分性を示さないことがわかった。この結果は、MBTIが二分性を示すという根拠を否定するものであった。

### ダイナミクスの根拠がない
MBTI支持者の中には、MBTIへのタイプのダイナミクスの適用（例えば、Se/「卓越した感覚」またはNi/「内向的直観」のような「支配的」または「補助的」機能が推定される場合）は、それを支持する実証的証拠がほとんどない論理上のカテゴリーの誤りであると主張する者もいる。それよりも、心理測定ツールとしてのMBTIの妥当性は、それぞれのタイプカテゴリーが独立していて二分法として見られる場合に最も高いと主張している。

### 妥当性と有用性の欠如
MBTI尺度の内容には問題がある。1991年に米国科学アカデミーの委員会がMBTI調査研究からのデータをレビューし、I-E尺度のみが他の測定法の同程度の尺度と高い相関を有し、異なる概念を評価するために設計された測定法では低い相関があるという結論を下し、強い妥当性を示した。対照的に、S‐NとT‐F尺度は比較的弱い妥当性である。1991年に審査委員会は、その時点で「キャリア・カウンセリング・プログラムにおいてMBTIの使用を正当化するのは難しく、MBTIはよく計画された研究ではない」と結論した。この研究では、「基準に関連する妥当性（すなわち、MBTIは対人関係やキャリア・パフォーマンスに関連した特定の結果を予測しているか）」に基づいて妥当性が測定された。委員会は、MBTIの人気と「科学的価値が証明されていないのにこの測定法が人気を集めるのは厄介なことである」と述べた研究結果との矛盾を強調した。特にMBTI項目に対する個人の回答から得られた四つの文字からなるタイプの有用性について主張するには根拠が不十分である。

### 客観性の欠如
MBTIの正確さはその人の正直な自己報告次第である:52-53。MBTIは、16PF質問表、ミネソタ多面人格目録、人格評価尺度などの一部の人格質問表とは異なり、誇張されたあるいは社会的に望ましい反応を評価するために妥当性尺度を使用していない。その結果、別のタイプの結果を出そうとする人は、自身の回答を偽ることができる。そしてある研究では、MBTIの判断/知覚の次元が、アイゼンクの人格質問表と弱く相関することが判った。もし回答するとしたら、「何か失うものがあるのではないかと恐れて、彼らはそうするべきだと思って回答する」:53。しかし、MBTIの倫理ガイドラインは、「MBTI診断の結果が就職応募者の選別に利用される場合、その人達にMBTIの診断結果を求めることは非倫理的であり、多くの場合違法である」としている。 MBTIの意図は、「個人差を理解するための枠組み、そして……個人の発達における動的モデル」を提供することである。

### 信頼性の欠如
MBTIの再試験信頼性は低い傾向にある。回答者の39%から76%が、5週間後に指標を再測定すると、異なったタイプに分類されたという調査結果がある。『フォーチュン』誌 (2013年5月15日) の「MBTIに騙されたことがあるだろうか?」という記事にはこう書かれている。

MBTIに関する興味深い、そして幾分憂慮すべき事実は、その人気にもかかわらず、30年以上にわたり専門の心理学者によって持続的な批判にさらされてきたことである。一つ問題なのは、「信頼性テスト/再テスト」において50%とされることである。これは統計学者にとって低い値である。
第2の批判は、MBTIが誤って性格を相互に排他的なカテゴリーに分類しているということである（中略）。その結果、「内向的」と「外向的」と診断された2人の得点はほとんど同じであるかもしれず、2人は外向性と内向性の境界線上に位置しているにもかかわらず、MBTIは2人を異なるカテゴリーに分類する。

フォームGで測定した各二分尺度内では、9カ月以内に再検査した場合には約83%、9カ月後に再検査した場合には約75%の分類が同じままである。9カ月以内にMBTIを再検査した人の約50%は全体的に同じ型のままであり、9カ月以上経過しても36%は同じ型のままである。フォームM（MBTI測定の最新型）については、MBTIマニュアルは、これらのスコアが高い(p.163、表8.6)ことを報告している。
ある研究では、MBTI評価によって割り当てられたタイプと自分の好みのタイプを比較するように求められたところ、同じタイプを選択したのは半数にとどまった。
MBTIに関する批判は、MBTIの有用性に関する疑問ではなく、その起源の妥当性に関する疑問に帰着すると論じられてきた。MBTIは人格の信頼できる測定法であると主張する者もいる。「MBTIは、すべての指標と同様に、サンプルの特性と試験条件に依存したスコアをもたらす」ということである。

### 用語の曖昧さ
MBTIで使用される用語は非常に「曖昧で一般的」であると批判されてきた。MBTI形式の記述は簡潔であるが、特徴的で正確であると主張する者もいる。デイビッド・カーシーのように、MBTIの記述をさらに詳細に拡張した理論家もいる:14-15。例えば、カーシーの4つの気質に関する記述は、MBTIの性格タイプと相関しており、言語使用、知的指向、教育的および職業的関心、社会的指向、自己イメージ、個人的価値観、社会的役割、特徴的な手のジェスチャーに関して、その気質がどのように異なるかを示している:32-207。

### 因子分析
ある研究では、JP尺度とSN尺度が互いに相関することが発見された。大学生(N=1291)を対象とした因子分析研究では、四つの次元とされるものの代わりに六つの異なる因子が見出され、MBTIの構成概念妥当性に疑問が投げかけられた。

### 相関
ハンス・アイゼンクによると、「MBTIの主要な側面はE-Iと呼ばれる。これはほとんどが社会性尺度であり、MMPIの社会的内向性尺度（ネガティブ）とアイゼンクの外向性尺度（ポジティブ）と非常によく相関している。残念なことに、この尺度には神経症的傾向もあり、これは内向的な側面と相関している。この内向性は（男女の平均値）とほぼ相関する。支配力がある場合は-.44。攻撃性がある場合は-.24、屈辱がある場合は+.37、カウンセリングを控えている場合は+.46、自信がある場合は-.52、個人調節がある場合は-.36、共感がある場合は-.45である。内向性と神経症的傾向（MBTIには神経症的および他の精神病理学的特性の尺度はない）の重複を解消する尺度を作れなかったことは、MBTIの最悪の特徴であり、尺度の項目の配置をテストするために因子分析を使用しなかったためである」という。

## 批判への反論

### 二分法の根拠について
MBTIは版を重ね、近年、LCA（潜在クラス分析）を用いて開発されるようになってきている。LCAにおいて二分法を仮定した分析を行い、モデルに適合するかどうか、今後の研究が待たれる。

### ダイナミクスの根拠がない
タイプダイナミクスの理論には、意識的でないプロセスを含むため、数量的に測定するのは難しい。その点を克服するため、MBTIにおいては意識的でないプロセスを直接に測定するのではなく、意識的でないプロセスによって引き起こされる行動や態度を測定している項目がみられる。これを例えて、「風に揺れる葦」あるいは、風見鶏のようなもの、と表現される。
また、MBTIにおいては、受検者が項目内容に回答するだけでなく、その後に、一定の研修を受け国際規格の認定試験に合格した有資格者（認定ユーザー）からのフィードバックを受けることを前提としている。タイプダイナミクスは、そうした、フィードバックのプロセスにおいて扱われる。

### 因子分析
SNスケールとJPスケールとに相関がみられるのは、全16タイプ各々の出現率が異なることにより生じているものであり、ただちにMBTIの妥当性を疑う根拠となりえるものではない。むしろ、理論的仮説に基づいた結果であり、仮説を裏付ける結果といえる。

### 妥当性と信頼性の欠如
上記のように、Big 5との相関から、MBTIの妥当性に疑問を投げかける研究がある。たしかにMBTIのEIスケールは、Big 5の神経症尺度との相関を示している。しかし、MBTIは、一般人口中の健康な成人による回答を前提とした性格検査であり、病理を測定する検査ではない。
もっとも、内向を指向する受検者に神経症傾向がみられるのと同様、他の尺度においても、それぞれ病理との関連がみられる。それぞれの指向により、かかりやすい疾病があると思われるが、それはむしろMBTIの基準関連妥当性を示すものである。
また、再テスト法では、EIスケールで0.87、SNスケールで0.83、TFスケールで0.81、JPスケールで0.81の値を示している。クロンバックのα係数では、順に0.89、0.86、0.89、0.88である。

### 英訳
1. ↑  英語: dichotomies
2. ↑  英語: favorite world
3. ↑  英語: extravertion
4. ↑  英語: introvertion
5. ↑  英語: information
6. ↑  英語: sensation
7. ↑  英語: intuition
8. ↑  英語: decisions
9. ↑  英語: thinking
10. ↑  英語: feeling
11. ↑  英語: structure
12. ↑  英語: judging
13. ↑  英語: perceiving
14. ↑  英語: cognitive functions
15. ↑  英語: type dynamics
16. ↑  英語: dominant function
17. ↑  英語: auxiliary function
18. ↑  英語: tertiary function
19. ↑  英語: inferior function
20. ↑  英語: rational functions
21. ↑  英語: extraverted thinking
22. ↑  英語: introverted thinking
23. ↑  英語: extraverted feeling
24. ↑  英語: introverted feeling
25. ↑  英語: irrational functions
26. ↑  英語: extraverted sensation
27. ↑  英語: introverted sensation
28. ↑  英語: extraverted intuition
29. ↑  英語: introverted intuition
30. ↑  英語: personality types
31. ↑  英語: function pairs
32. ↑  英語: sensitive thinking
33. ↑  英語: sensitive feeling
34. ↑  英語: intuitive thinking
35. ↑  英語: intuitive feeling
36. ↑  英語: temperaments
37. ↑  英語: artisan
38. ↑  英語: promoter
39. ↑  英語: crafter
40. ↑  英語: performer
41. ↑  英語: composer
42. ↑  英語: guardian
43. ↑  英語: supervisor
44. ↑  英語: inspector
45. ↑  英語: provider
46. ↑  英語: protector
47. ↑  英語: idealist
48. ↑  英語: teacher
49. ↑  英語: counselor
50. ↑  英語: champion
51. ↑  英語: healer
52. ↑  英語: rational
53. ↑  英語: fieldmarshal
54. ↑  英語: mastermind
55. ↑  英語: inventor
56. ↑  英語: architect